# Mänade

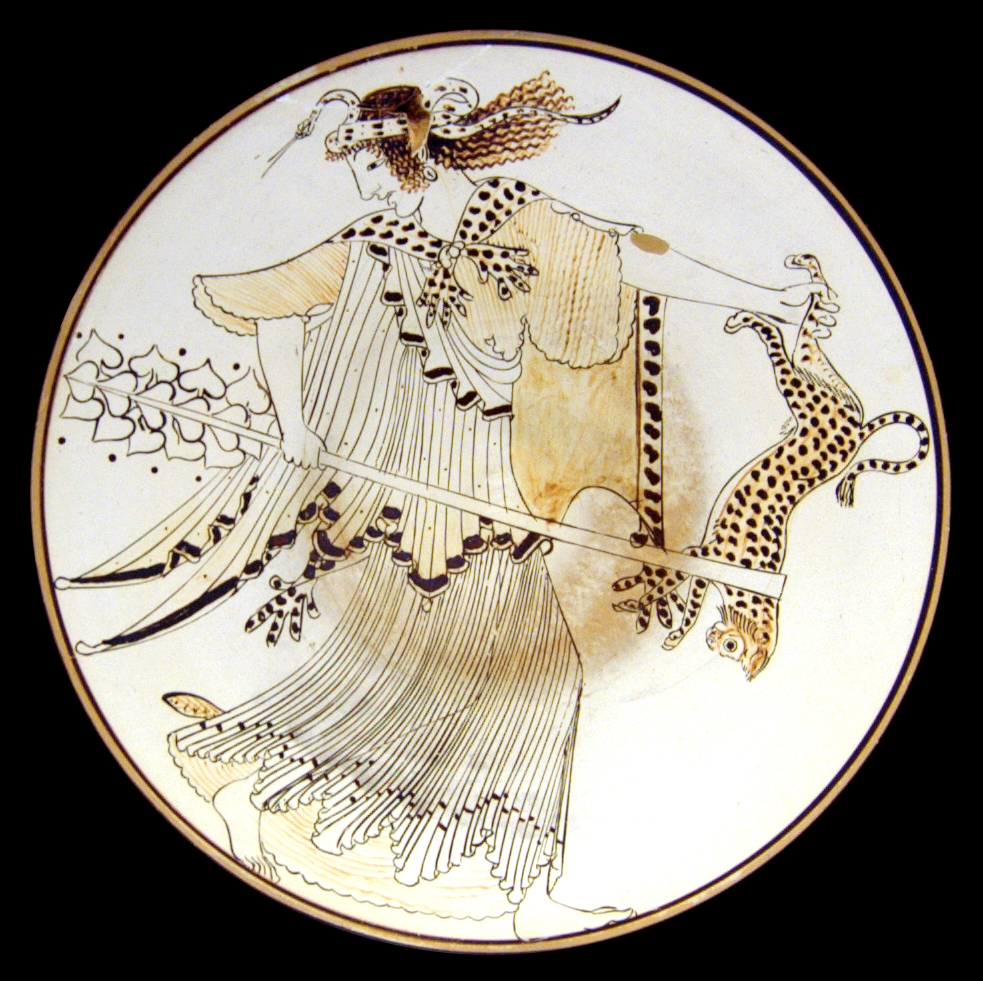
Rasende Mänade mit dem Thyrsos und einem Leoparden, attische weißgrundige Kylix des Brygos-Malers, um 480 v. Chr., Staatliche Antikensammlungen (Inv. 2645)

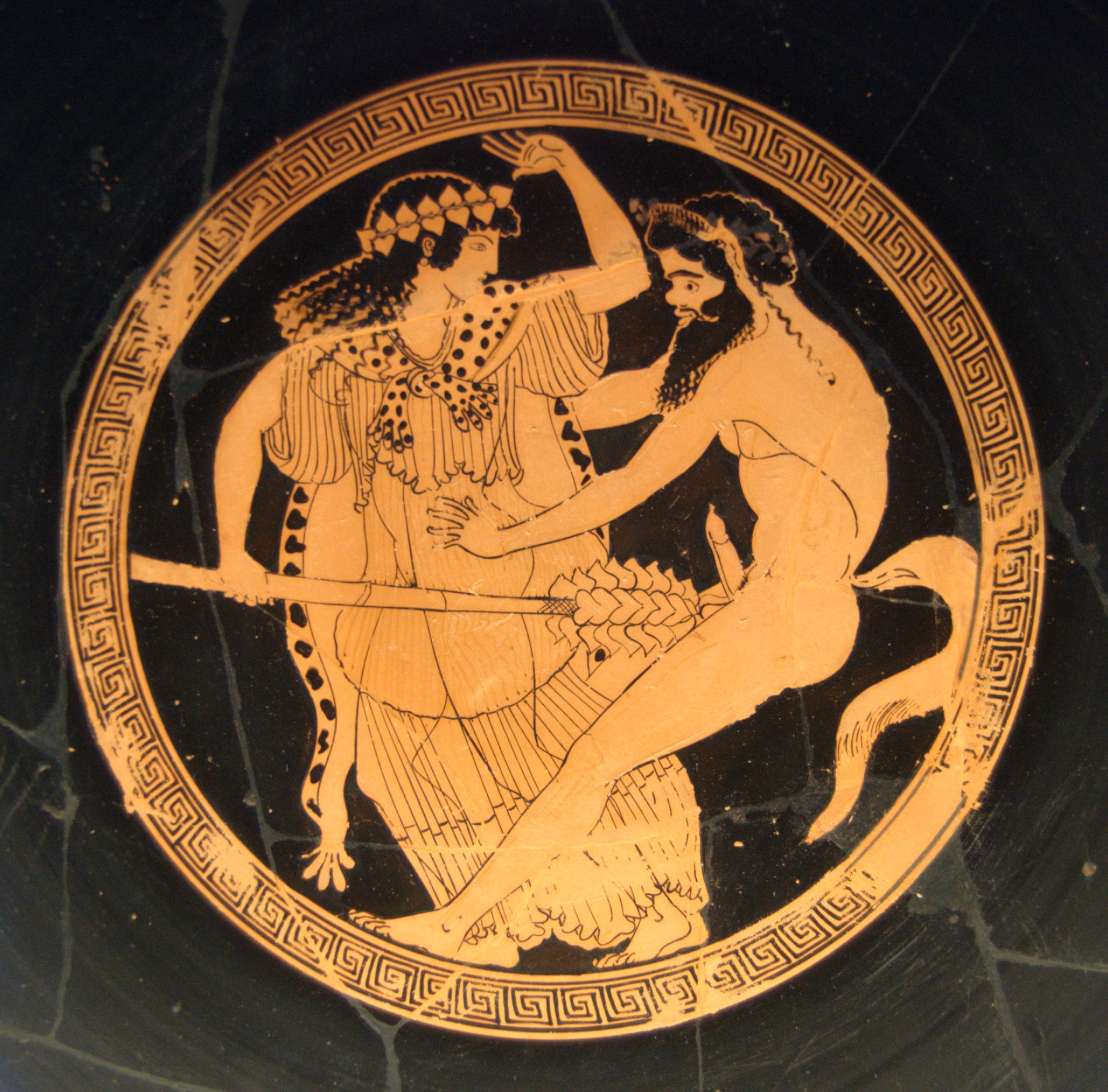
Satyr und Mänade; Tondo einer attischen rotfigurigen Kylix des Töpfers Hieron und des Vasenmalers Makron, um 480 v. Chr., gefunden in Vulci.

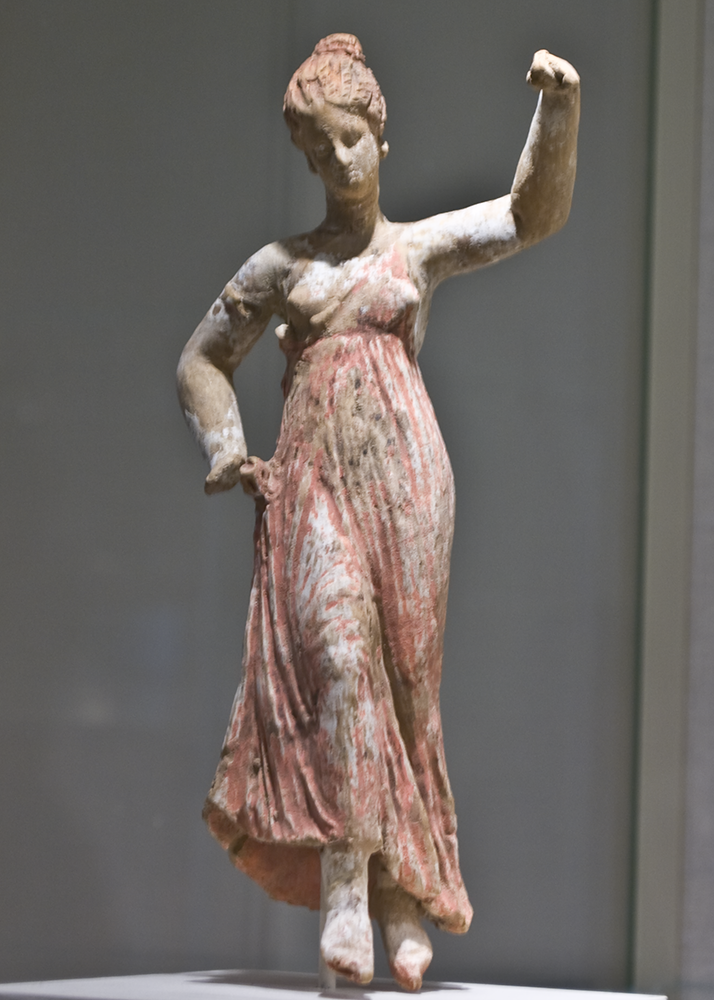
Terrakotta-Statuette einer tanzenden Mänade (3. Jahrhundert n. Chr.)

Als Mänaden (altgriechisch Μαινάδες Mainádes) bezeichnet man sowohl die mythischen Begleiterinnen der dionysischen Züge als auch die historisch belegbaren Kultanhängerinnen. Das Bild der Mänade und des mänadischen Kultes wurden bereits in der Antike stark durch die Tragödie Die Bakchen des Euripides geprägt.

## Bezeichnung
Der Begriff Mainades (von μανία manía, deutsch ‚Raserei, Wahnsinn‘) wird erstmals so bei Homer in der zweiten Hälfte des 8. Jhs. v. Chr. benutzt. Im Laufe der Zeit entwickelten sich regionale Unterschiede in der Namensgebung. So hießen wirkliche Anhängerinnen des Dionysos, insbesondere in Delphi, in historischer Zeit Thyiaden („die Stürmenden“), in Sparta Dionysiaden. Nach Pausanias geht die Bezeichnung Thyade auf Thyia zurück, die in Delphi die erste Priesterin des Dionysos gewesen sei. Nach ihr sollen alle anderen Frauen der Region benannt worden sein, die zu Ehren von Dionysos in Raserei verfielen.
In der Kunst und der Mythologie sind die Mänaden Begleiterinnen des Dionysos. Sie sind vor allem in späteren Darstellungen in Reh- oder Leopardenfell gehüllt und tragen Binden, Hauben, Becken, Flöten und in der Hand den Thyrsos.
Der von der griechischen Bezeichnung Bakchai (eingedeutscht Bakchen) abgeleitete Name Bacchantinnen ist heute gebräuchlicher. Bakchai sind die dem Bakchos Anhängenden und Bakchos ist der thrakische Name des aus Thrakien kommenden Dionysos (vergleiche auch den römischen Gott Bacchus). Der römische Dichter Catull nennt auch die weiblichen Anhänger der Kybele, der Göttermutter von Kleinasien, Mänaden. Schließlich werden die Mänaden in Thrakien selbst, vor allem die Erzieherinnen des Dionysoskindes, auch Bassariden genannt (von βασσάρα bassára, deutsch ‚Fuchs‘), nach den von ihnen auch getragenen Fuchsfellen (vgl. auch Die Bassariden, Oper von Hans Werner Henze).
In Makedonien schließlich bezeichnete man sie ursprünglich als Klodonen (Κλώδωνες Klṓdōnes). Nachdem sie aber zur Zeit der Regierung des makedonischen Königs Argaios ein Heer der illyrischen Taulantier unter Galauros durch ihre Wildheit in die Flucht geschlagen hatten – die Illyrer hatten die Thyrsoi schwingenden und mit Blattwerk vermummten Weiber wohl für einen Trupp berserkerartiger Krieger gehalten –, verfügte Argaios, dass dem Dionysos Pseudanor, also dem „trügerischen Dionysos“, ein Tempel errichtet würde und dass die Klodonen fortan Mimallonen (Μιμμαλόνες Mimmalónes, etwa: „Nachahmerinnen“) genannt werden sollten.
Der Begriff Mänadismus wird seit Eric Robertson Dodds (1951) und Henri Jeanmaire (1951) als Oberbegriff für den gesamten Kultkomplex der weiblichen Anhängerinnen des Dionysos gebraucht.